# Михалевская (Красноборский район)
Михалевская — деревня в Красноборском районе Архангельской области. Входит в состав Черевковского сельского поселения.

## География
Находится в юго-восточной части Архангельской области на расстоянии приблизительно 44 км на северо-запад по прямой от административного центра района села Красноборск на правобережье реки Северная Двина на правом берегу речки Ракулка.

## История
В 1859 году здесь (деревня Сольвычегодского уезда Вологодской губернии) было учтено 3 двора. 

## Население
Численность населения: 10 человек (1859 год), 3 (русские 100 %) в 2002 году, 3 в 2010.